# Eine Nacht in London
Eine Nacht in London ist eine deutsch-britische Stummfilm-Liebeskomödie aus dem Jahre 1928 von Lupu Pick. Die Hauptrolle spielt Lilian Harvey. Dem Film lag als Vorlage eine Erzählung von Horace Tremlett zugrunde.

## Handlung
Die titelgebende Nacht in London beginnt für die junge Aline Morland, als sie sich in einem Hotel versehentlich im falschen Zimmer in das Hotelbett eines anderen Gastes zur Ruhe begibt. Harry Erskine bemerkt bei der Rückkehr den Irrtum, ist aber Gentleman genug, die junge Frau nicht zu wecken und lässt stattdessen einen Ring zurück. Diese Preziose gerät nach allerlei Ereignissen in die Hände eines waschechten Prinzen namens Zalnoff, der großes Interesse an der schmalen Brünetten zeigt. Schließlich aber führt die Nacht in London das junge Glück, Aline Morland und Harry Erskine, mitsamt Harrys Ring zusammen, und die beiden werden ein Paar.

## Produktionsnotizen
Eine Nacht in London entstand im Blattner-Studio in London. Der Film passierte am 13. Dezember 1928 die Zensur und wurde am 16. Dezember 1928 in Berlins Mozartsaal uraufgeführt, die britische Erstaufführung erfolgte im März des darauf folgenden Jahres. Der Film besaß eine Länge von 2371 Metern und wurde mit Jugendverbot belegt.
Der englische Filmtitel A Knight in London (dt.: Ein Ritter in London) ist kein Druckfehler.
Hermann Warm entwarf die Filmbauten.

## Kritik
Paimann’s Filmlisten resümierte: „Das Sujet, vorwiegend auf rein gesellschaftlichen Voraussetzungen basierend, ist nicht sonderlich stark, anfänglich origineller als gegen Ende, gibt aber der Harvey die Gelegenheit, zu einer natürlichen, abgerundeten Leistung, welche gegenüber den weniger entsprechenden, männlichen Darstellern kontrastiert. Aufmachung, Interieurs und Außenaufnahmen sind ebenso wie die Photographie sehr hübsch.“